# Jakub Horvay
Jakub Horvay (bližší údaje o narození a úmrtí nejsou známy) byl horský vůdce, rodák z Nové Lesné, známý zimními výstupy ve Vysokých Tatrách.

## Životopis
Jak a kdy se stal horským vůdcem není známo. Pravděpodobně tak, jak mnozí spišští Němci, kteří žili v Nové Lesné si přivydělávali voděním turistů do Vysokých Tater. Na konci 19. století podtatranští horští vůdci neradi vodili turisty v zimě. V tatranských osadách nebylo v zimě mnoho lázeňských hostů, snad jen v lázních Mikuláše Sontaga v Novém Smokovci, který propagoval zimní pobyt pro pacienty s respiračními chorobami.
Dne 7. dubna 1884 v Novém Smokovci se objevil mladý 28letý nadporučík Theodor Wundt z Wüttenbergska. Prohlásil, že chce podniknout několik zimních výstupů a že už si vybral horského průvodce. Jakuba Horvaya potkal na trhu ve Velké, kde si spolu promluvili. Dohodli se, že spolu uskuteční několik výstupů. Horvayovi, pravděpodobně, v zimě chyběly peníze a tak chtě nechtě svolil.
Zakrátko 9. dubna ve sněhové metelici po 10 hodinách přišli na Majláthovu chatu při Popradském plese. V noci se vybrali na Rysy. Na vrchol vystoupili 10. dubna. Byl to první výstup na Rysy v zimních podmínkách. Na druhý den se vybrali na Vysokú, ale vyčerpaný Horvay, který musel sekat "stupy" do ledu, se vzdal. Přenocovali v horárni na Štrbském Plese a 12. dubna vystoupili na Kriváň. Dne 13. dubna za vydatného sněžení, vystoupali k Hincovu plesu, dále jim vysoký sníh nedovolil pokračovat v túře. Na druhý den (po roztržce s Horvayom, který chtěl jít nakoupit potraviny) se sám Wundt se pro vysoký sníh nedostal do Mengusovského sedla. Ještě v ten večer sešli do Starého Smokovce. Dne 15. dubna vystoupili spolu s MUDr. Sontágom na Slavkovský štít. Nocovali v Nové Lesné u Jakuba Horvaya. Dne 16. dubna se z Nové Lesné vybrali do Predných Měďodolú, vystoupili na Kopské sedlo do Zadných Meďodolov. Na druhý den stoupali Bielovodskou Dolinou a přes Poľský hrebeň a Velickou dolinu se vrátili do Starého Smokovce. Tím skončila 9denní vysokohorská turistika. Bez jediného dne odpočinku. I když už v té době byly v Tatrách známé lyže, (propagoval je Mikuláš Sontag), Wundt je neuznával a všechny túry udělali pěšky. Pro Jakuba Horvaya byla to zasloužená mzda.
Během návštěvy Vysokých Tater Theodor Wundta v zimě 1884 se spolu s Jakubem Horvayom zapsali natrvalo do dějin zimního horolezectví. Jeho další zimní návštěva v roce 1891 byla také úspěšná. Nejprve bez Jakuba Horvaya vystoupil 22. prosince na Prednú baštu a 24. prosince na Ostrvu. Oba výstupy byli prvními zimními výstupy. Potom s Jakubem Horvayom 27. prosince vystoupili z Malé Studené doliny na Lomnické sedlo a na vrchol Lomnického štítu. Druhý den 28. prosince se vydali z Malé Studené doliny přes Ľadovú priehybu a Ľadového koňa na Ľadový štít. Byly to nejlépe hodnocené výkony zimního horolezeckého období ještě dlouho potom. Rozhodující zásluhu na tom měl právě Jakub Horvay. Stal se autorem nové epochy zimního horolezectví ve Vysokých Tatrách.